# Yuri Sipkó
Yuri Kirílovich Sipkó (en ruso: Юрий Кириллович Сипко, Tara, Unión Soviética, 28 de febrero de 1952) es un pastor evangélico bautista afiliado a la Unión Rusa de Cristianos Evangélicos Bautistas. Su influencia abarca el liderazgo pastoral, la defensa de la libertad religiosa, la educación teológica y la promoción del diálogo interreligioso, tanto en contextos nacionales como internacionales. A lo largo de su carrera, Sipkó ha sido un defensor de la reconciliación, la cooperación interconfesional y los valores cristianos, y ha enfrentado desafíos derivados de su activismo en situaciones políticamente delicadas.

## Biografía

### Primeros años y formación
Sipkó fue el cuarto hijo de Kiril Aleksándrovich Sipkó y María Ivánovna, quienes le inculcaron una profunda fe cristiana. A una edad temprana, Sipkó asistió a la Universidad Técnica Estatal de Omsk y, posteriormente, cumplió con su servicio militar en las Fuerzas Armadas de la URSS. En 1978, después de su traslado a Omsk, Sipkó se bautizó en la fe bautista, marcando el inicio de su compromiso religioso formal.
Fue ordenado como diácono en 1984 y, un año más tarde, en 1985, asumió el rol de pastor. Su dedicación y liderazgo destacaron especialmente durante su tiempo en la Iglesia evangélica bautista de Omsk, donde lideró la restauración de un edificio eclesiástico histórico que había sido expropiado en 1935. Este acto fue percibido como un símbolo de la revitalización y resistencia de la comunidad bautista en medio de tiempos adversos. Sipkó tiene una estrecha relación con su hermano, Víktor Kirílovich Sipkó, con quien ha colaborado en el servicio religioso en Rusia.

### Carrera pastoral y liderazgo en la Unión Rusa de Cristianos Evangélicos Bautistas
En 1987, Sipkó asumió el cargo de presbítero principal para las regiones de Omsk y Tiumén, consolidando su influencia en el ámbito eclesiástico regional. Se destacó por renovar el enfoque pastoral, promoviendo la participación de jóvenes ministros y revitalizando la predicación. En 1993, fue elegido vicepresidente del consejo de la Unión Rusa de Cristianos Evangélicos Bautistas, lo que lo llevó a trasladarse con su familia a Moscú. Durante este periodo, su liderazgo enfrentó los desafíos de un contexto sociopolítico cambiante en Rusia.
En marzo de 2002, Sipkó asumió la presidencia de la Unión Rusa de Cristianos Evangélicos Bautistas, un cargo que desempeñó hasta marzo de 2010. Bajo su liderazgo, la organización experimentó un aumento de la influencia de ministros jóvenes, y además afrontó los complejos desafíos políticos de la época. En paralelo, se desempeñó como vicepresidente de la Alianza Mundial Bautista de 2005 a 2010, abogando por la cooperación interdenominacional y la defensa de los derechos religiosos a nivel global.

### Trabajo ecuménico y misiones
Sipkó es reconocido por su activa participación en misiones internacionales y su capacidad para unir a diferentes denominaciones cristianas. Entre 1995 y 1997, fue uno de los presidentes de la Alianza Mundial Bautista. En 2008, participó en una reunión clave con líderes bautistas de Rusia y Georgia en Kiev, donde condenó enérgicamente el conflicto armado entre ambos países y promovió la reconciliación y el diálogo interreligioso.

### Migración y labor en Estados Unidos
En 1993, Sipkó emigró a Estados Unidos, donde asumió el liderazgo de la Iglesia bautista eslava de Spokane. Bajo su dirección, la congregación creció significativamente, de menos de cincuenta miembros a aproximadamente mil. Asimismo, desempeñó el cargo de presidente de la Unión Noroeste de Iglesias Eslavas, con un enfoque especial en la evangelización de las comunidades de la diáspora eslava.

### Desafíos y activismo
En marzo de 2022, Sipkó fue objeto de un proceso judicial en Rusia, acusado de difundir información falsa sobre las acciones del ejército ruso en Ucrania. En agosto de 2023, las autoridades rusas realizaron allanamientos en su propiedad como parte de una investigación.

### Vida personal
Sipkó es padre de once hijos, de los cuales una hija falleció, y tiene doce nietos.

## Reconocimientos
En 2008, la Universidad Cristiana de San Petersburgo otorgó a Sipkó un doctorado honorario en reconocimiento a su contribución a la educación teológica y la promoción de valores cristianos.

## Obras
Sipkó ha escrito numerosos artículos y discursos que abordan la renovación de la Iglesia, el fortalecimiento de la predicación y el papel del cristianismo en la sociedad contemporánea. Sus textos se enfocan en la autocrítica constructiva y la promoción de una fe activa en la vida pública.